# Sympecma fusca
Sympecma fusca (Vander Linden, 1820) je vrsta iz porodice Lestidae. Srpski naziv vrste je Zimska devica.

## Opis
Trbuh oba pola je braon-oker sa karakterističnom šarom na svakom segmentu, koje se stapaju u tamnu traku. Krila su providna s braon i izduženom pterostigmom. Jedina je vrsta kod nas koja prezimljava u fazi imaga (odrasle jedinke), tako da je možemo naći u rano proleće sa prvim toplijim danima. Posle prezimljavanja oči postaju plave i na osnovu toga znamo da li je jedinka prezimila ili se izlegla u tekućoj godini.

## Stanište
Stajaće vode dobro obrasle vodenom i obalnom vegetacijom, naročito one vode na kojima ima plutajućih, neživih stabljika trske i drugih biljaka. Nalazimo je na visinama do 1000 metara nadmorske visine.

## Životni ciklus
Parenje ove vrste se odvija u rano proleće, posle prezimljavanja odraslih jedinki. Polaganje jaja se vrši u tandemu i jaja se polažu u mrtve i žive delove flotantnih biljaka. Razvoj jaja i larvi je brz i traje oko dva meseca, nakon čega se izležu odrasle jedinke. Egzuvije ostavljaju na priobalnim biljkama.

## Sezona letenja
Period leta je od februara do novembra.

## Literatura
- Askew, R.R. (2004) The Dragonflies of Europe. (revised ed.) Harley Books. pp65–66  0946589755
- d'Aguilar, J., Dommanget, JL., and Prechac, R. (1986) A field guide to the Dragonflies of Britain, Europe and North Africa. Collins.  0-00-219436-8
- Gibbons, R.B., (1986). Dragonflies and Damselflies of Britain and Northern Europe. Country Life Books.  0-600-35841-0.
- Dijkstra, K-D.B & Lewington, R. (2006) Field Guide to the Dragonflies of Britain and Europe. British Wildlife Publishing.  0-9531399-4-8.